# 巴特·辛普森
巴塞洛缪·乔乔·“巴特”·辛普森（英語：Bartholomew JoJo "Bart" Simpson）是美国动画电视剧《辛普森一家》中的虚构角色，是辛普森家的一员。他由配音演员南希·卡特赖特配音，并于1987年4月19日在电视节目特蕾西·厄尔曼秀中的《辛普森短剧》“Good Night”中首次出现在电视机银幕上。巴特是由漫画家马特·格勒宁在詹姆斯·L·布鲁克斯的会客厅里等待与詹姆斯见面时创造设计出的。格勒宁当时准备以他的漫画《地狱生活》为基础制作一系列短片，但他转而创造出了一套全新的人物。格勒用自己家人的名字为这些角色命名，只有巴特的名字是以单词“brat”（顽童）的变体“Bart”来命名的。1989年12月17日，在特蕾西·厄尔曼秀中连续出现了三年后，辛普森家在福克斯电视台上映自己的动画系列——《辛普森一家》。
10岁的巴特是荷马和玛琦唯一的儿子，莉萨和玛吉的哥哥。巴特最引人注目的特点就是他淘气、不服管教、不尊重权威的性格。他也出现在其他同《辛普森一家》有关的媒体中，包括辛普森电视游戏、辛普森一家大电影、辛普森云霄飞车、广告、和漫画书，并催生出一系列的产品。
选派演员时，南希·卡特赖特本来打算为莉萨配音，而亚德利·史密斯为巴特配音。但史密斯的嗓音太高不像男孩，所以莉萨的角色被分配给了她。卡特赖特发现莉萨的角色一点也不出奇，所以她为巴特这个看起来更好的角色配音。他的特点包括开场时罚抄黑板、给莫·希斯拉克的酒吧打骚扰电话和他的“Eat my shorts!”、“Ay，caramba!”和“Don't have a cow，man!”等口头禅。
在《辛普森一家》的前两季中，巴特是这个电视剧的中心人物，紧接着出现了“巴特狂热现象”。印着巴特·辛普森的格言和口头禅的T恤衫大受欢迎，卖得最好时每天能卖出100万件。1991年在英国流行单曲《Do the Bartman》登上了“年度最畅销歌曲”的第7位。因为巴特叛逆的性格和甘愿做差生的态度令许多家长和教育家认为他是孩子们的坏榜样。一种写着“I'm Bart Simpson. Who the hell are you?”（中文：我是巴特·辛普森，你到底是谁？）的T恤衫被禁止带入几所公立小学。大约在播放第三季时，这个节目开始聚焦于辛普森一家人这个整体，但巴特依然是这个节目的主要人物。时代杂志把他评为本世纪最重要的100个人物之一，并于1990年被娱乐周刊评为年度娱乐人物。南希·卡特赖特靠为巴特配音获得和几个奖项，包括1992年获得的黃金時段艾美獎、1995年获得的安妮獎。在2000年，一颗代表巴特和他家人的星星被嵌上了好莱坞星光大道。

## 在《辛普森一家》中扮演的角色
《辛普森一家》使用了一种叫做“冻结时间线”的叙事方式，所以剧中人物都永远不变老，这部动画所表现的年代总是它播出的年代。只有在少数几集中，事件的时间被确定到了某一集中，尽管这些时间与其他情节矛盾。巴特的的出生年月日在剧集“I Married Marge”(第三季)中被确定为1980年。在辛普森一家人买下了他们家的第一間房子前，他一直跟他的父母住在一起。莉萨刚出生时，巴特妒嫉她吸引到的注意力，但当他发现她说出第一个字是“巴特”时，他就喜欢上她了。巴特第一次上学时，他最初学习的热情就在他发现老师根本不在意他时消散了。某天午休时，巴特遇到米尔豪斯·范霍腾，并开始用搞笑的姿势和粗鲁的字眼来娱乐米尔豪斯和其他孩子。斯金纳校长警告他：“你刚刚开始上学，而你选择的发展道路会影响你一生！你想说什么？”就在这关键的时刻，巴特回答：“Eat my shorts！（吃我的短裤）”而剧集“That 90's Show”（第19季）的日期同其他剧集的时间相矛盾，例如在这集中荷马和玛琦在1990年代时並没有孩子。
巴特的爱好包括滑板、看电视（特别是小丑库斯提的节目，包括《癢癢鼠與抓抓貓》）、看漫画书（特别是《辐射侠》）和玩电子游戏，但他最喜欢做的事是搞恶作剧。在这部动画片的大部分时间里，他一直都在春田镇小学中的埃德娜·克拉巴佩尔老師的班级里上四年级。尽管他的年龄太小不能有全职工作，但他偶尔也會做兼职工作。在剧集“Bart the Murderer”（第三季）中，他在胖子托尼的社交俱乐部中当过酒保；在剧集“Bart Gets Famous”（第五季）里当小丑库斯提的助手。（第五季）;在剧集“Bart After Dark”（第八季）中当看门人；并在剧集“Homer's Enemy”（第八季）中短暂地拥有过一个工厂。 

## 角色

### 创作

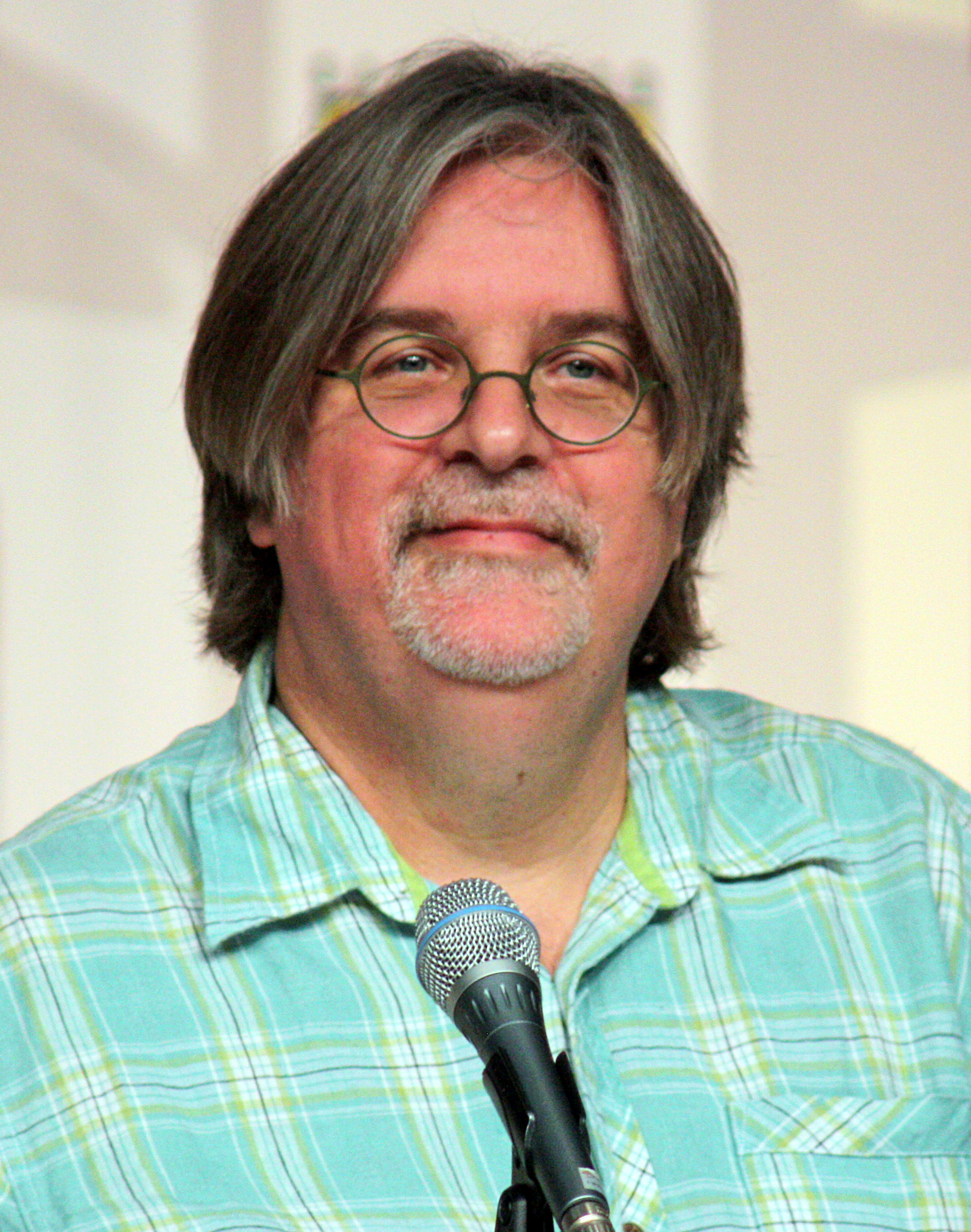
马特·格勒宁在詹姆斯·L·布鲁克斯的会客厅中设计出的巴特

1986年马特·格勒宁在詹姆斯·L·布鲁克斯的会客室中产生了巴特和他的家人的设想。格勒宁当时打算以他的《地狱生活》为基础为“特蕾西·厄尔曼秀”制作一系列短片。但当他发现这样做他必须要放弃出版权时，他决定采用另一种方式。他匆忙地画下了他设计的機能不全家庭 ，并用自己家里人的名字为这些角色命名。在命名巴特时，他用了单词“brat”（顽童）的变体“Bart”为巴特命名。因为格勒宁如果用自己的名字为巴特命名太明显了。
巴特最初的设想是“一個更為溫和、時常自言自語、因存在主義焦慮而感到不安的少年”，但卡特赖特的配音改变了此角色設定。很多人物为格勒宁设计巴特提供了灵感，比如巴特恶作剧的动机很多出自马特·格勒宁的哥哥马克。巴特被设计成了一个集汤姆·索亚和顽童历险记一身的样举止不良的孩子角色。格勒宁说巴特就会像就会像《Leave it to Beaver》中的埃迪·哈斯卡尔一样，如果埃迪·哈斯卡尔有自己的节目。格勒宁也说过他觉得《Dennis the Menace》太令人失望，所以他决定自己设计出一个“坏孩子”。巴特的中间名缩写“J”是在向《The Rocky and Bullwinkle Show》中的Bullwinkle J. Moose与Rocket J. Squirrel致敬。根据书籍《Bart Simpson's Guide to Life》，巴特的中名是“约约”（JoJo）。
巴特与他的家人一同在1987年4月19日在“特蕾西·厄尔曼秀”的短片系列《辛普森短剧》“Good Night”中首次登台。1989年，这部短片系列被改编为30分钟长的动画片，巴特和他的家人依然是这部动画片中的主要人物。

### 设计
马特在辛普森一家人时希望他们能被别人一眼分辨出来。当时这家人被画得很粗糙，因为格勒宁只把草图交给了卡通制作者，以为他们会把多余的线条擦去，但他们只是照着格勒宁的草图重画了一遍。巴特最初在《辛普森短剧》中的造型长着更尖的长度不一的头发，但后期他有了同样大小数量固定在9组的头发。当时，格勒宁主要用黑白的颜色画，却没想过这些角色有一天会成为彩色的，因此最初设计巴特的时候，他的头发好像是头部的一部分似的。没有任何主要角色有同巴特相似的发型。
巴特长方形的头被马克·柯克兰(Mark)比作一个咖啡罐。而荷马的头部也是长方形的（顶部有半圆），而半圆形被用于设计玛琦、莉萨和玛吉。不同的画师有不同的画巴特的方法。前导演杰弗里·林奇(Jeffrey)先画一个长方形、再加上眼睛和嘴、然后画头发，最后画他身子的其他部分。马特·格勒宁通常先画眼睛，然后画鼻子，再画巴特头部的轮廓。很多画师觉得巴特的
头发不好画，有一个很简单的画法就是：先在头部左右个画一个，然后在中间画一个，最后不断地填加新的头发直到最后画出9组头发。画俯视图时，格勒宁本来打算让巴特的头顶也
像头部边缘一样是尖尖的形状。但是威斯·阿彻(Archer, Wes)和大卫·西尔弗曼(David Silverman)只画巴特头部边缘的头发，这样巴特头顶是平的，他们认为“这样才符合图形的规律”
在剧集“Treehouse of Horror VI”（第七季）的故事“Homer3”中，出现了用三维模拟出的巴特和荷马。电脑制作导演不知道怎样模拟巴特的头发，但后来他们想到大街上有巴特玩偶，于是他们买回来了一个当作模型。

### 配音

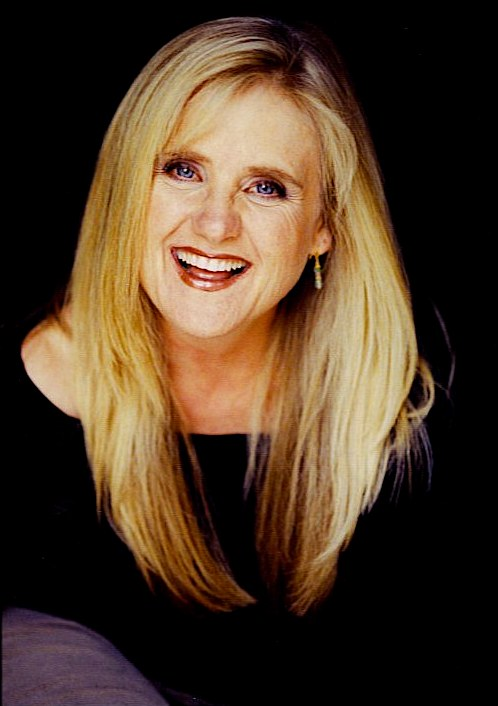
南希·卡特赖特是巴特的配音演员

巴特由南希·卡特赖特配音。她除了为巴特配音以外，还为《辛普森一家》中的其他几个孩子配音，包括纳尔逊·芒茨、拉尔夫·维古姆、罗德·弗兰德、科尔尼。而荷马与玛琦由丹·卡斯泰拉内塔和朱莉·凯夫纳，因为他们已经是特蕾西·厄尔曼秀制作人员中的一部分了。制作人员希望用同样的人为巴特和莉萨配音。亚德利·史密斯因为嗓音太高不像男生而为莉萨配音。1987年，南希·卡特赖特为莉萨试音。但她发现莉萨只是被描述为一个“排行中间的孩子”而且没有什么个性，卡特赖特因此对巴特这个被描述为“淘气、厌学、没有礼貌而且聪明的差生”角色产生了兴趣马特·格勒宁于是让她为巴特试音，听过她的配音后，格勒宁就立刻把这个角色分配给了她。卡特赖特是六个主要配音演员中唯一在配音前受过专业训练的专业配音演员。
卡特赖特平时说话的声音“一点也不像巴特”卡特赖特能很自然的发出这种声音；在为巴特配音前，她已经在为“彩虹小馬”（My Little Pony）、“海底小精灵”和“小胖狗”（Pound Puppies）等电视节目配音时用过这种声音。卡特赖特说巴特的声音很容易发出来，虽然为其他角色配音则比较困难，但她能很轻松的发出巴特的声音。在叙述未来的剧集中，卡特赖特依然为巴特配音。在剧集“Lisa' Wedding”(第六季)中，制作人员靠电子设备降低了她的嗓音来适应成年的巴特。
尽管巴特十分出名，但卡特赖特很少被人在公共场所认出来。当天偶尔被人们认出来时，经常有人请求她为小孩子发出巴特的声音，她往往会拒绝，因为这样会把他们“吓到”。制作《辛普森一家》第一季时，福克斯电视网不允许卡特赖特接受采访，因为他们不希望让公众发现巴特是由女人配音的。
在1998年前，卡特赖特每集的收入是30,000。1998年时发生理一次薪酬纠纷，福克斯威胁要替换掉六个主要配音演员。甚至已经开始物色新的配音演员。最终纠纷化解，并且在2004年前，卡特赖特每集能得到125,000美元。2004年，演员要求每集360,00的薪酬。这场争议一个月后解决了，卡特赖特的薪酬涨到了每集250,000美元。经过2008年后的薪酬重谈判后，配音演员们每集大约能收到400,000美元的薪酬。

### 特点
每集《辛普森一家》开场时，都有这样的片段——镜头切换到了春田镇小学，巴特正在黑板上反复写一句话。这句话每集都不同，被称作是“黑板噱头”。这些句子通常与政治幽默，比如“第一修正案不包括打嗝”（英語：The First Amendment does not cover burping）、流行文化，比如“我看不到死人”（英語：I can't see dead people.）和一些同制作有关的事，比如“我不是一个32岁的女人”（英語：I am not a 32 year old woman）和“没人再看这些句子了”（英語：Nobody reads these anymore）动画制作者们能很容易地想出这些句子，但在某些情况下会把他们同当前时间联系起来。比如，剧集“Homer the Heretic”第四季的“黑板噱头”——“我不会诽谤新奥尔良”是对上一周的剧集玛琦号街车中将这座城市叫做“海盗、酒鬼和淫妇的大本营”而进行的道歉。为了缩短时间很多剧集没有黑板噱头。
巴特在剧集早期时经常给莫·希斯拉克的酒馆打骚扰电话。在第三个上映的剧集“Homer's Odyssey”（第一季）中巴特第一次给莫打骚扰电话。但事实上，巴特第一次打骚扰电话是在第一季最后放映的剧集“Some Enchanted Evening”中，因为它是最早制作出的剧集。随着动画的不断制作，作家很难再想出新的点子了，所以第四季后很少出现这种骚扰电话了。但这部动画还是偶尔能出现这种骚扰电话，比如在第二十季的剧集“Lost Verizon”中，巴特通过手机给好几个其他国家的酒吧打了骚扰电话。在同属福斯的《恶搞之家》第十三季第一集中“The Simpsons Guy”，巴特教会了斯图威给莫打骚扰电话。巴特使用的是双关语来让莫在酒吧里当众出丑；但是斯图威直接对电话那头说“我上了你的老婆”。

巴特在《辛普森一家大电影》中的裸体镜头。

巴特的口头禅“Eat My Shorts”是卡特赖特在读剧本时即兴想出的台词。上中学时，她是Fairmont High School军乐队的一员，一天在练习时，乐队高唱“Eat my shorts”而不是“Fairmont West! Fairmont West!”。在《辛普森一家》制作的早期，巴特的其他的口头禅“Ay, caramba!”、“Don't have a cow, man!”被印在了T恤衫上。“Cowabunga”也是巴特的口头禅，尽管在巴特说这句话之前它早就被印在了T恤衫上。在剧集Bart Gets Famous（第五季）中，这种基于口头禅的幽默被嘲讽了。在这集中，巴特仅仅靠一句口头禅“这不是我幹的”在小丑库斯提的节目中变得十分流行。

### 補充
而巴特的鋼琴老師、俄國美麗女鋼琴家振亞(Zhenya，配音:珍·科克拉考斯基(Jane Krakowski)(美)，鄭家純（藝人）(台)曾教巴特彈鋼琴。
巴特在动画中经常是裸体的，但往往只有他的屁股是露出来的。在《辛普森一家大电影》中的一个镜头中，巴特全裸地在大街上滑滑板；好几种事物都挡住了他的生殖器，但有好几秒他的阴茎可以被看见。这个场景在电影制作的前期就被订下来了，但制作者对这段场景感到不安，因为他怕这个场景把这部电影评为R级。最终这部电影被美国电影协会评为PG-13，被英国电影分级委员会评为PG。这个场景被娱乐周刊列入了“30个不可饶恕的裸体镜头”中。

## 延伸阅读
- Alberti, John (ed.). . Wayne State University Press（英语：Wayne State University Press）. 2003. ISBN 0-8143-2849-0.
- Brown, Alan; Chris Logan. . Benbella Books（英语：Benbella Books）. 2006. ISBN 1-932100-70-9.
- Conard, Mark T. . Irwin, William; Skoble, Aeon (eds.)  (编). . Chicago: Open Court（英语：Open Court Publishing Company）. 1999. ISBN 0-8126-9433-3.
- Groening, Matt; Bill Morrison. . HarperCollins. 2005. ISBN 0061116602.
- Groening, Matt. . Harper Perennial. 2001. ISBN 5558685514.
- Groening, Matt. . HarperCollins. 1991. ISBN 0-06-096582-7.
- Pinsky, Mark I. . Louisville, Kentucky: Westminster John Knox Press. 2004. ISBN 0-664-22419-9.